# Corcelli
Corcelli (volledig: Isola Corcelli) is een rotseiland in de La Maddalena-archipel voor de kust van het Italiaanse eiland Sardinië.
Het eiland bestaande uit roze graniet en schist ligt ten oosten van Santa Maria. Het eiland, dat aan de noordzijde een relatief groot schiereiland heeft, heeft een maximale lengte van 600 meter en een maximale breedte van 400 meter. Honderdvijftig meter ten oosten van Corcelli ligt Piana. Op een klein eilandje ten noordoosten van Corcelli, de Barrettinelli di Fuori, staat een vuurtoren die Faro di Corcelli wordt genoemd.
Het eiland is een habitat voor de Tyrreense muurhagedis.
Het IOTA-nummer van Corcelli is, zoals voor de meeste andere eilanden in de archipel, EU-041. De Italian Islands Award-referentie (I.I.A., gegeven aan natuurlijke eilanden) was SS-006. Inmiddels heeft het in de Mediterranean Islands Award de code MIS-009.